# پرتغالی در آسیا و اقیانوسیه
زبان پرتغالی در آسیا و اقیانوسیه به دوران حکومت پرتغالی‌ها بر نواحی جنوب شرق آسیا باز می گردد.این زبان هم‌اکنون به صورت پراکنده در کشورهای سری لانکا، هند ( گوا )، ژاپن (از طریق کارگران برزیلی مقیم شده در ژاپن)، تیمور شرقی، ماکائو و مناطقی از استرالیا رواج دارد.زبان پرتغالی در این مناطق زبان مادری برخی از شهروندان کشورهای نامبرده می‌باشد.